# هرمز هدایت
هرمز هدایت (۱۰ تیر ۱۳۲۴، اصفهان) بازیگر، کارگردان و نویسنده ایرانی است.

## زندگی
هرمز هدایت دهم تیر ماه ۱۳۲۴ در اصفهان زاده شد. وی دانش آموختهٔ دانشگاه تهران و دانشگاه کاردیف، و دارای گواهینامهٔ رتبهٔ یکم کارگردانی از مرکز ارزشیابی است. هدایت «گروه تاتر پویا» را در سال ۱۳۴۵ به همراه تنی چند از دوستانش بنا نهاد و سال ۱۳۴۶ نخستین کار حرفه‌ای خود را در کنار علی نصیریان و عزت‌الله انتظامی تجربه کرد. هدایت در سال ۱۳۵۰ با کارگردانی و بازی در نمایش روسپی بزرگوار به همراه همشاگردی خود، «سوسن تسلیمی» پرآوازه شد. در سال‌های آغازین دهه‌ی۶۰ با جداساختن او از ادارهٔ تئاتر، کارش را با کارگردانی، نویسندگی و بازی در تلویزیون دنبال کرد و همچنین در سریال خونه مادربزرگه صداپیشگی (صدای هاپوکومار) را هم تجربه کرد. سپس به سینما کشیده شد. سرانجام وی از آغاز تا به امروز در زمینه‌های بازی، کارگردانی، نویسندگی، طراحی، آموزش، داوری، بر بِستَرِ سه گانهٔ نمایش (تاتر، تلویزیون، سینما) کار کرده‌است.

## فیلم‌شناسی

### سینما
- ۱۳۷۲ مرد نامرئی (فریال بهزاد)
- ۱۳۷۰ مسافران (بهرام بیضایی)
- ۱۳۶۸ مجسمه (ابراهیم وحیدزاده)
- ۱۳۶۸ عبور از غبار (پوران درخشنده)

### تلویزیون

#### کارگردان
| سال  | نام                | سمت                                 | توضیحات |
| ---- | ------------------ | ----------------------------------- | --- |
| ۱۳۷۵ | دوقلوها            | کارگردان                            | |
| ۱۳۷۴ | شیرین‌تر از کلاغ‌پر  | کارگردان                            | بازیگران: اصغر فریدی ماسوله، امیر حسین سلیمانی، حمید گلی، محمد مسلمی، محمد روحی، ناصر آویژه، محمد اعلمی، حسین شفیعی شبکه ۲ |
| ۱۳۷۳ | برگی از زندگی      | کارگردان                            | ثریا قا سمی، احمد آقالو، مریم سعادت، آزیتا لاچینی، ناصر نجفی، صدیقه کیانفر، شهین علیزاده، علی رامز، مریم معترف، همایون ایران پوی، افسانه ماهیان، مینو زاهدی، میترا اویسی، لیلی رشیدی، امیرحسین صدیق طناز فتحی، محمد روحی، افسانه چهره‌آزاد، امیر حسین سلیمانی، گلبرگ ابوترابیان، مریم میخچیان، حمید گلی، وفا حمزه پور، وحید رزاقی، امیر زنگی، محمود تیموری، آزیتا بهمنش، محمد مسلمی، محمد شکوهی خرم، الکا هدایت |
| ۱۳۷۱ | تله‌تئاتر «پنچری»   | بازیگر و کارگردان                   | اکبر زنجانپور، حمید طاعتی، عسکر قدس، سهراب سلیمی، هوشنگ قوانلو، نصرالله رادش |
| ۱۳۶۷ | قصه‌های صندوق طلایی | نویسنده، سراینده، بازیگر و کارگردان | آزاده پورمختار، غلامحسین بهرامی، نادر رجب‌پور، اصغر فریدی ماسوله |
| ۱۳۶۶ | زنگ بیداری         | بازیگر و کارگردان                   | آزاده پورمختار، کاوه هدایت مهین شهابی، هوشنگ بهشتی، حمید مهرآرا، صدیق شریف، سوسن مقصودلو، حمید عبدالملکی، غلامحسین بهرامی، اصغر فریدی ماسوله |
| ۱۳۶۸ | زیر گنبد کبود      | طراح، بازیگر و کارگردان             | آزاده پورمختار، غلامحسین بهرامی، عباس ظفری، محسن شیخی شهین نیک ذات، ناصر. مهرداد ابروان |
| ۱۳۶۲ | یک کار خوب         | نویسنده                             | به درخواست گروه کودک شبکه یک |
| ۱۳۶۲ | شهر کارستان        | طراح و کارگردان                     | کارگردان تلویزیونی: شهریار بدیعی، بازیگران: مهوش برگی، غلامحسین بهرامی، خسرو پیمان آزاده پورمختار، علی رضا هدایی، اصغر فریدی ماسوله حسن پورشیرازی، رحیم دوستی، پیام بامداد |

#### بازیگر
| سال  | نام                               | سمت    | کارگردان                             | توضیحات |                                                                           |
| ---- | --------------------------------- | ------ | ------------------------------------ | --- | ------------------------------------------------------------------------- |
| ۱۳۸۷ | تله‌فیلم «وزن خشک»                 | بازیگر | مانلی شجاعی‌فرد                       | همراهان آزیتا حاجیان، کیکاووس یاکیده، بهار کاتوزی و… |                                                                           |
| ۱۳۸۶ | میوه ممنوعه                       | بازیگر | حسن فتحی                             | |                                                                           |
| ۱۳۸۵ | یک مشت پر عقاب                    | بازیگر | اصغر هاشمی                           | |                                                                           |
| ۱۳۸۴ | تله‌تئاتر «جاده‌ای به سوی کعبه»     | بازیگر | تاجبخش فنائیان                       | همراهان ثریا قاسمی، شهره سلطانی پخش از شبکه ۴ |                                                                           |
| ۱۳۸۳ | تله‌تئاتر «آهسته با گل سرخ»        | بازیگر | میکائیل شهرستانی                     | کارگردان تلویزیونی: ساسان امیرپور افسر اسدی، ایوب آقاخانی، نازگل نادریان و . . . شبکه ۴ |                                                                           |
| ۱۳۸۲ | مهر و ماه                         | بازیگر | فیاض موسوی                           | علی نصیریان، بهزاد خداویسی، مریم بوبانی زهره حمیدی، اسماعیل سلطانیان، لیلا اوتادی غزل صارمی و… شبکه ۱ |                                                                           |
| ۱۳۸۱ | جستجو در شهر                      | بازیگر | حسن هدایت                            | دانیال حکیمی، عبدالرضا اکبری، خسرو دستگیر، حامد بهداد، نگار فروزنده و… |                                                                           |
| ۱۳۷۶ | گالری ۹                           | بازیگر | غلامرضا رمضانی                       | |                                                                           |
| ۱۳۷۹ | شب چراغ                           | بازیگر | امیر قویدل، مجید جوانمرد، جمال شورجه | حمید مظفری، احمد نجفی، مهرانه مهین ترابی، حمید سمندرپور، یکتا ناصر، فرهاد شریفی |                                                                           |
| ۱۳۷۶ | تله‌تئاتر «کشتی اسپرانزا»          | بازیگر | محمد رحمانیان                        | کارگردان تلویزیونی: ساسان امیرپور احمد آقالو، مهتاب نصیرپور، سهراب سلیمی، فرهاد جم، حمید گودرزی، کیهان ملکی |                                                                           |
| ۱۳۷۶ | محاکمه                            | بازیگر | حسن هدایت                            | عزت اله انتظامی، داریوش فرهنگ، مهناز افضلی، اسماعیل شنگله، هما روستا، علی رامز، بهمن دان، حمید لولایی |                                                                           |
| ۱۳۷۶ | تله‌تئاتر «تله موش»                | بازیگر | حسن فتحی                             | کارگردان تلویزیونی: ساسان امیرپور جمیله شیخی، حمید مظفری، رؤیا نونهالی، احمد آقالو، افسر اسدی، کاظم هژیرآزاد، اردلان شجاع‌کاوه |                                                                           |
| ۱۳۷۰ | قافلهٔ این عمر                     | بازیگر | مجید بهشتی                           | |                                                                           |
| ۱۳۷۰ | تله‌تئاتر «مدالی برای ویلی»        | بازیگر | جاوید مهتدی                          | همراهان: تانیا جوهری، حمید مظفری، شهین نجف زاده، آتش تقی‌پور، مهری مهرنیا، سهراب سلیمی، قاسم زارع، علی رامز، کاظم هژیرآزاد، راضیه موسی وند، رضا مختاری، هوشنگ خلعت بری، محمد عمرانی، حمید مهرآرا، رضاگنجی، نیما نیک‌اخلاق، غلام‌رضا دیبانیار، مزدک سلیمی |                                                                           |
| ۱۳۶۶ | راویان اخبار-مفتری                | بازیگر | حمید لبخنده                          | کارگردان تلویزیونی: اسداله ایمن | همراهان: احمد آقالو، رؤیا افشار، حسن دادشکر ا لیکا هدایت، کاوه سمندریان   |
| ۱۳۶۶ | این شرح بی‌نهایت                   | بازیگر | اسماعیل خلج                          | کارگردان تلویزیونی: بیژن صمصامی همراهان: پرویز پورحسینی، گوهر خیراندیش، احمد آقالو |                                                                           |
| ۱۳۶۶ | راویان اخبار-راهزن                | بازیگر | مرضیه برومند                         | کارگردان تلویزیونی: اسدالله ایمن همراهان: علی عمرانی، مهدی علی‌احمدی، حسن دادشکر، لقمان نظیری |                                                                           |
| ۱۳۵۵ | تله‌تئاتر «لازراتی ببر گراز دندان» | بازیگر | پرویز ممنون                          | کارگردان تلویزیونی: محمود محمدیوسف | همراهان: غلامحسین نقشینه، محمدعلی جعفری، منوچهر فرید هما روستا، امین تارخ |
| ۱۳۵۴ | استعمال دخانیات ممنوع             | بازیگر | خسرو شجاع‌زاده                        | |                                                                           |
| ۱۳۵۳ | تله‌تئاتر «عشاق و بقیه غریبه‌ها»    | بازیگر | پرویز پرورش                          | کارگردان تلویزیونی: فرانک دولتشاهی همراهان: رقیه چهره‌آزاد، غلامحسین نقشینه، شهلا میربختیار |                                                                           |

### نمایش صحنه ای
| سال  | نام                             | سمت                | نویسنده/کارگردان               | توضیحات |
| ---- | ------------------------------- | ------------------ | ------------------------------ | --- |
| ۱۳۸۰ | هفت کردار                       | نویسنده و کارگردان | هرمز هدایت                     | بازیگران: سعید نیکپور، فریبا متخصص، سهراب سلیمی، فرزانه نشاط‌خواه، امیر دلاوری، وحید رزاقی، شیوا ابراهیمی، مهران امام‌بخش، کاظم هژیرآزاد/اجرا شده در سالن اصلی تئاترشهر |
| ۱۳۷۲ | چایخانه باغ پریان               | نویسنده و کارگردان | هرمز هدایت                     | بازیگران: حمید گلی، امیرحسین سلیمانی، امیرحسین صدیق، وحید رزاقی، محمود تیموری، محمد مسلمی، محمد روحی، امیر زنگی. و… /اجرا در تالار مولوی |
| ۱۳۷۲ | تنبور نواز                      | بازیگر             | محمدرحمانیان/هادی مرزبان       | همراهان: امین تارخ، فرزانه کابلی، پرویز پرستویی، جمشید اسماعیل خانی، حسن پورشیرازی، قاسم زارع /اجرا شده در سالن اصلی تئاترشهر |
| ۱۳۶۹ | کبودان و اسفندیار               | بازیگر             | آرمان امید/سهراب سلیمی         | همراهان: حمید مظفری، حمید لیقوانی /اجرا شده در سالن چهارسو |
| ۱۳۶۱ | نسیمی                           | کارگردان           |                                | بازیگران: مرضیه برومند، علی اوحدی، سعید پورصمیمی، تانیا جوهری، خسرو پیمان، جمشید جهان‌زاده، فرزانه کابلی، حسن پورشیرازی، اکبر یادگاری، دیانا، فرشید ابراهیمیان، مسعود کریمی، مجید فلاح‌زاده، فریدون کوچکیان، نادر رجب‌پور، مسعود رحمانی، قاسم پاکرو، حمید اخویان، اصغر فریدی‌ماسوله |
| ۱۳۶۰ | آن زمان فرا خوهد رسید           | کارگردان           | Roman Rolan/هرمز هدایت         | بازیگران: علیرضا مجلل، تانیا جوهری، مجید مظفری، دیانا، جهانگیر الماسی، مهری مهرنیا، همایون ایران‌پوی، ناصر نجفی، خسرو پیمان، سعید اویسی، غلامحسین بهرامی، اکبر یادگاری، فرشید زارعی‌فرد، میرصلاح حسینی، فرامرز کیان، احمد نیک‌آذر، اکبر احمدی، مهدی گیاهی، شاپور شهیدی، فریدون کوچکیان، حسن توانا، بهروز جهان‌گیری، حسن اسدی، سعید میناروش، محمد اسدی، میترا ابری، پیام پیمان، پوپک شکیبایی، قدرت‌الله لطیفی، محسن الماسی/اجرا شده در سالن اصلی تئاترشهر |
| ۱۹۸۰ | ماهی سیاه کوچولو                | بازیگر             | صمد بهرنگی/اردشیر مهرآبادی     | Sherman Theatre 1980 |
| ۱۹۸۹ | تاجر ونیزی                      | بازیگر             | Shakespeare/جفری اکسوردی و…    | جفری اکسوردی و… Sherman Theatre 1979 |
| ۱۹۸۰ | داستان‌های دکامرون               | بازیگر             | Giovanni Boccaccio...          | آنت سروین دیوید کریستی، کن مک کرو ریچارد لن گریج Sherman Theatre 11980 |
| ۱۳۵۸ | سربازها                         | کارگردان           | Arnold Wesker/هرمز هدایت       | بازیگران:ایرج راد، فیروز بحجت‌محمدی، خسرو پیمان، همایون ایران‌پوی، غلامحسین لطفی، مجید مظفری، محمد ساربان، سعید نیکپور، فرامرز صدیقی، اسماعیل محرابی، جواد خدادادی، غلامحسین بهرامی، محسن فخاری، مهدی گیاهی، مسعود کریمی، جواد برزانی، مجید رهبران، نورالدین حسین‌خانی/اجرا شده در تالار رودکی |
| ۱۹۷۷ | دیو پری                         | بازیگر             | ایرج راد                       | دانشجویان دانشگاه کاردیف Sherman Theatre ۱۹۷۷–۱۹۷۸ |
| ۱۳۵۵ | کسب و کار خانم وارن             | کارگردان           | برنارد شاو/هرمز هدایت          | بازیگران: آذر فخر، محمد مطیع، مرضیه برومند، اسماعیل داورفر، اسماعیل محرابی، محمداسکندری، آزاده پورمختار و … /تالار ۲۵ شهریور |
| ۱۳۵۵ | تندیس                           | کارگردان           | هرمز هدایت                     | بازیگران: آزاده پورمختار، مسعود کریمی، فاطمه نقوی، محمد صلحی، محمد نیک‌اعتقاد، جواد شریفی/تالار مدرسه عا لی شمیران |
| ۱۳۵۴ | دلاله                           | کارگردان           | تورنتون وایلدر/هرمز هدایت      | بازیگران: آزاده پورمختار، مسعود کریمی، فاطمه نقوی، محمد صلحی، شهین نیکزاد، بهنام بهمنش، محمد نیک‌اعتقاد، منیژه سهرپوش، جواد شریفی، خسرو پیمان، میرصلاح حسینی/تالار مدرسه عالی شمیران |
| ۱۳۵۴ | سربازها                         | کارگردان           | Arnold Wesker/هرمز هدایت       | بازیگران: سعید نیکپور، همایون ایران پوی، خسرو پیمان، غلامحسین لطفی، محسن نعمان فر، محمد رضا کلاه دوزان، سهراب سلیمی، فرشید زارعی فرد غلامحسین بهرامی، اسماعیل متین فر، محسن فخاری، مهدی گیاهی رضا فضایلی، مصطفی حسینی، میرصلاح حسینی، داود رضایی، الهه شمس/تالار دانشکده هنرهای زیبا - دانشگاه تهران |
| ۱۳۵۴ | وقتی سیاه‌مست بیدار می‌شود        | کارگردان           | مهدی ساده/هرمز هدایت           | بازیگران: آزاده پورمختار، مسعود کریمی، فاطمه نقوی، محمد نیک‌اعتقاد، لادن فرزین، جواد شریفی/ تالار مدرسه عالی شمیران |
| ۱۳۵۳ | هر که به فکر خویشه              | کارگردان           | احمد نوربخش/هرمزهدایت          | بازیگران: آزاده پورمختار، مسعود کریمی، فاطمه نقوی، همایون فرزانه، محمد صلحی، پری همتیان، محمد صدخروی غلام‌حسین بهرامی و … تالار مدرسه عالی شمیران، اردیبهشت ۱۳۵۳ |
| ۱۹۷۳ | سرباز لاف زن                    | بازیگر             | ت.م. پلوتوس/خلیل موحد دیلمقانی | همراهان:پرویز فنی زاده، هما روستا، هادی اسلامی، سروش خلیلی، پری امیرحمزه، غلام‌علی نبی‌پور، نازی حسنی، محمد رضا کلاهدوزان، فرشید فرشود، سهراب سلیمی/ تالار ۲۵ شهریور، |
| ۱۳۵۱ | افول                            | بازیگر             | اکبر رادی/علی نصیریان          | همراهان: فخری خوروش، عزت‌الله انتظامی، محمدعلی کشاورز، علی نصیریان، عصمت صفوی، اسماعیل داورفر، آذر فخر، اسماعیل شنگله، ایرج راد، آهو خردمند، داود آریا، محسن جابری، ناصرنجفی/گردش سراسری نمایش در ایران |
| ۱۳۵۱ | چشم در برابر چشم                | کارگردان           | غلامحسین ساعدی/هرمزهدایت       | گروه بازیگران فرهنگ و هنر مهاباد/اجرا در مهاباد |
| ۱۳۵۱ | چشم در برابر چشم                | کارگردان           | غلامحسین ساعدی/هرمزهدایت       | بازیگران:غلامحسین بهرامی، اسماعیل متین‌فر، ایرج طباطبایی، رامین یزدانی، مریم نایاک، داریوش فرزانه، سعید روحانی، جمشید هورفر، کاظم نادری‌نژاد، فریدون شمیرانی/ اجرا شده در تالار مدرسهٔ عالی حسابداری |
| ۱۳۵۱ | بازرس                           | بازیگر             | نیکلای گوگول/عزت اله انتظامی   | همراهان: علی نصیریان، مهین شهابی، اسماعیل داورفر، هما روستا، سروش خلیلی رضا کرم‌رضایی، حمید طاعتی، کامران نوزاد، مهری مهرنیا، ایرج راد، داریوش مودبیان، محمد مطیع، داود آریا، هرمز سیرتی، آهو خردمند، فرامرز صدیقی، خسرو شکیبایی، سیاوش مریخی، محسن جابری، محبوبه بیات/تالار ۲۵ شهریور |
| ۱۳۵۰ | دست بالای دست                   | کارگردان           | غلامحسین ساعدی/هرمزهدایت       | بازیگران:اسماعیل متین‌فر، ایرج طباطیایی، رامین یزدانی، داریوش فرزانه، سعید روحانی، جمشید هورفر/ تالار مدرسهٔ عا لی حسابداری |
| ۱۳۵۰ | روسپی بزرگوار                   | کارگردان           | ژان پل سارتر /هرمزهدایت        | بازیگران: سوسن تسلیمی، محسن نعمان فر، افشین قهرمانی رامین صدیقیان، غلامحسین بهرامی، محمد ساربان، عباس ستوده‌نیا با یاری: مرضیه برومند، جمشید گرگین، غلامحسین لطفی، داریوش ایران‌نژاد/تالار هنرهای زیبای دانشگاه تهران |
| ۱۳۴۸ | مردی که مرده بود و خود نمی‌دانست | بازیگر             | پرویز صیاد/عزت‌الله انتظامی     | همراهان: علی نصیریان، محمد علی کشورز، مهین شهابی، عزت‌الله انتظامی، اسماعیل داورفر، لاله تقیان، غلامعلی نبی‌پور، اسماعیل محرابی، ایرج راد، داود آریا، ناصر نجفی، نصرت‌الله زمان‌پور/تالار ۲۵ شهریور |
| ۱۳۴۸ | لونه شغال                       | بازیگر             | علی نصیریان                    | همراهان: مهین شهابی، عزت‌الله انتظامی، لاله تقیان، اسماعیل محرابی، عصمت صفوی، ناصر نجفی، داود آریا/تالار ۲۵ شهریور |
| ۱۳۴۷ | از پا نیفتاده‌ها                 | کارگردان           | غلامحسین ساعدی/هرمزهدایت       | اجرا در قزوین |
| ۱۳۴۷ | از پا نیفتاده‌ها                 | کارگردان           | غلامحسین ساعدی/هرمزهدایت       | اجرا در ری |
| ۱۳۴۷ | افعی طلایی                      | طراح وسرپرست گروه  | علی نصیریان                    | اجرا در ری |
| ۱۳۴۶ | شاه عباس وپیر پاره دوز          | بازیگر             | پرویز صیاد/عزت‌الله انتظامی     | همراهان:علی نصیریان، عزت‌الله انتظامی، فرزانه تأییدی، اسماعیل داورفر، خسرو شجاع‌زاده، اسماعیل محرابی، ناهید امیریان/اجرا شده در تالار ۲۵ شهریور |